# Pierre Hyacinthe Deleuse
Pierre Hyacinthe Deleuse (ou Deleuze), né vers 1725 à Paris où il meurt le 9 octobre 1811, est un peintre et décorateur français.

## Biographie
Né vers 1725 à Paris, Pierre Hyacinthe Deleuse est le petit-fils d'un bourgeois de Nocé, Orne, au service du seigneur et du manoir de Lormarin.
Il est le fils de Pierre Deleuze (1691-1775), maître peintre membre de l'Académie de Saint-Luc à Paris, et de Marie Jeanne Sarazin (1691-1766).
Marié en 1764 à Marie Catherine Guilliet, également fille de peintre, il est le père de Marie Catherine Deleuse, épouse du peintre du roi Jean Charles Nicaise Perrin (1754-1831).
Il meurt le 9 octobre 1811 à l'âge de 86 ans, à son domicile situé 27 rue d'Hauteville à Paris.

## Carrière
À la suite de son père, Pierre Hyacinthe Deleuse est membre de l'Académie de Saint-Luc à Paris.
Associé à son beau-père, Jean-François Guilliet, et au peintre Pierre-Louis Dumesnil, il est l'un des artistes chargés de la décoration de la salle de spectacles installée au Palais des Tuileries, à la suite de l'incendie de l'Opéra en 1763.
Vers 1775, dans le cadre du lotissement de l'Enclos Saint-Lazare, il se fait construire un hôtel particulier situé au 52 rue du Faubourg-Poissonnière à Paris, sur les plans de l'architecte Claude-Martin Goupy.
Son portrait, peint par son gendre Jean Charles Nicaise Perrin, a été conservé et est répertorié par la Réunion des musées nationaux.

## Œuvre
- Pierre Hyacinthe Deleuse et Antoine-François Callet, coupole du salon de compagnie des "Petits appartements" du palais Bourbon : La toilette de Vénus[7].